# ラヴ・フォー・セール (トニー・ベネットとレディー・ガガのアルバム)
『ラヴ・フォー・セール』（英語: Love for Sale）は、2021年にリリースされたトニー・ベネットとレディー・ガガによるジャズアルバム。

## 概要
トニー・ベネットとレディー・ガガとのデュエット曲と、2人それぞれのソロ歌唱の選曲によるコラボレーション・アルバムである。古典的なポピュラー音楽であるコール・ポーターの楽曲であり、トニー・ベネットのキャリアで最後のスタジオ録音作品となった。
トニー・ベネットは2000年以降に若いアーティストとのデュエットに積極的に取り組むようになった。その中でも強い絆で結ばれるようになったのがレディー・ガガであり、本作は、レディー・ガガとの2枚目のアルバムとなる。
ベネットは2016年にアルツハイマー病と診断されており、闘病しながら演奏活動を続け、このアルバムでは95歳60日という史上最高齢リリース（2023年時点）となった。これによって、ギネス世界記録に認定されている。
2021年に公開されたアルバム・トレーラーでは、2人が本作の制作舞台裏を紹介すると共にコール・ポーターのトリビュートがどのようにして実現したかを語っている。
プロデュースとエンジニアはトニー・ベネットの息子であるダエ・ベネットが担当し、ハイエンドとローエンドを強調し過ぎないレトロ感と抜け感とを同時に保ち、「オーケストラやビッグ・バンドの前で歌っているのが目に見える」とも評価される。

## 制作の経緯
2014年にトニー・ベネットとレディー・ガガとの最初の共作アルバム『チーク・トゥ・チーク』がリリースされた直後、ベネットからのガガへ、コール・ポーターの楽曲に焦点を当てたアルバムを作らないかと電話があったのがきっかけである。
ガガは幼い頃からクラシック・ピアノを弾いており、11歳からジャズを歌っていたこともあって「幼い子どもたちにこそ、ジャズを聴いてほしい。ジャズは、時代を問わず、この先も永遠に神聖視されるべきものだと思います」とコメントしている。

## 収録曲
デラックス盤収録曲
★:レディー・ガガのソロ、☆:トニー・ベネットのソロ
CD-1 『ラヴ・フォー・セール』
1. イッツ・ドゥ・ラヴリー / It's De-Lovely
2. ナイト・アンド・デイ / Night and Day
3. ラヴ・フォー・セール / Love For Sale
4. ドゥ・アイ・ラヴ・ユー? / Do I Love You ★
5. あなたに夢中 / I Concentrate On You
6. 君にこそ心ときめく（アイ・ゲット・ア・キック・アウト・オブ・ユー） / I Get a Kick Out of You
7. ソー・イン・ラヴ / So In Love ☆
8. レッツ・ドゥ・イット / Let's Do It ★
9. ジャスト・ワン・オブ・ゾーズ・シングズ / Just One of Those Things ☆
10. ドリーム・ダンシング / Dream Dancing
11. あなたはしっかり私のもの / I've Got You Under My Skin
12. ユーアー・ザ・トップ / You're The Top
13. エニシング・ゴーズ（ライヴ・フロム・DC 2015） / Anything Goes (Live From DC 2015)
通常盤とデラックス盤のみに収録。

CD-2 『チーク・トゥ・チーク・ライヴ！』
1. エニシング・ゴーズ / Anything Goes
2. チーク・トゥ・チーク / Cheek To Cheek
3. ゼイ・オール・ラーフト / They All Laughed
4. レディーズ・イン・ラヴ・ウィズ・ユー / The Lady's in Love with You
5. ネイチャー・ボーイ / Nature Boy
6. グッディ・グッディ / Goody Goody
7. 君に捧げるメロディ / How Do You Keep The Music Playing?
8. バンバン / Bang Bang (My Baby Shot Me Down)
9. ビウィッチド / Bewitched, Bothered And Bewildered
10. ファイアーフライ / Firefly
11. アイ・ウォント・ダンス / I Won't Dance
12. ドント・ウェイト・トゥー・ロング / Don't Wait Too Long
13. 捧ぐるは愛のみ / I Can't Give You Anything But Love
14. ラッシュ・ライフ / Lush Life
15. ソフィスティケイテッド・レディ / Sophisticated Lady
16. レッツ・フェイス・ザ・ミュージック・アンド・ダンス / Let's Face The Music And Dance
17. エヴリタイム・ウィ・セイ・グッドバイ / Ev'ry Time We Say Goodbye
18. バット・ビューティフル / But Beautiful
19. スウィングしなけりゃ意味がない / It Don't Mean A Thing (If It Ain't Got That Swing)

### シングルカット
アルバム収録曲からのシングルカットが行われている。
1. 君にこそ心ときめく（アイ・ゲット・ア・キック・アウト・オブ・ユー）
  - トニー・ベネットの95歳の誕生日となる2021年8月3日にシングルリリースされた[3]。ベネットとガガが同年8月にラジオシティ・ミュージックホール（ニューヨーク市）で開催した2回の公演が完売したことを記念しての発売である[3]。
  - このニューヨーク・ライブが、トニー・ベネットの最後のステージ活動となった[6]。
2. ラヴ・フォー・セール
  - 2021年9月17日にシングルリリースされた。

## 賞歴
第64回グラミー賞（2022年）
- 最優秀トラディショナル・ポップ・ボーカル・アルバム - 受賞
- 最優秀エンジニアド・アルバム（非ヒストリカル） - 受賞